# إميلي تينانت
إميلي تينانت (بالإنجليزية: Emily Tennant)‏ (و. 1990  م) هي ممثلة أفلام، وممثلة تلفزيونية كندية، ولدت في فانكوفر.
.

## وصلات خارجية
- إميلي تينانت على موقع IMDb (الإنجليزية)
- إميلي تينانت على موقع قاعدة بيانات الأفلام العربية
- إميلي تينانت على موقع ألو سيني (الفرنسية)
- إميلي تينانت على موقع أول موفي (الإنجليزية)
- إميلي تينانت على موقع قاعدة بيانات الأفلام السويدية (السويدية)
- إميلي تينانت على موقع قاعدة بيانات الفيلم (الإنجليزية)
- إميلي تينانت على موقع كينوبويسك (الروسية)